# Фінал Кубка європейських чемпіонів 1969
Фінал Кубка європейських чемпіонів 1969 — фінальний матч розіграшу Кубка європейських чемпіонів сезону 1968—1969 років, у якому зустрілися нідерландський «Аякс» та італійський «Мілан». Матч відбувся 28 травня 1969 року на стадіоні «Сантьяго Бернабеу» у Мадриді. Перемогу з рахунком 4:1 здобув «Мілан».

## Шлях до фіналу
| Мілан             | Мілан                | Мілан    | Мілан    | Раунд        | Аякс             | Аякс                 | Аякс     | Аякс     |
| ----------------- | -------------------- | -------- | -------- | ------------ | ---------------- | -------------------- | -------- | -------- |
| Суперник          | За сумою двох матчів | 1-й матч | 2-й матч |              | Суперник         | За сумою двох матчів | 1-й матч | 2-й матч |
| Мальме            | 5–3                  | 1–2 (Г)  | 4–1 (Д)  | Перший раунд | Нюрнберг         | 5–1                  | 1–1 (Г)  | 4–0 (Д)  |
| -                 | -                    | -        | -        | Другий раунд | Фенербахче       | 4–0                  | 2–0 (Д)  | 2–0 (Г)  |
| Селтік            | 1–0                  | 0–0 (Д)  | 1–0 (Г)  | 1/4 фіналу   | Бенфіка          | 4–4 пен. 3–0         | 3–1 (Д)  | 1–3 (Г)  |
| Манчестер Юнайтед | 2–1                  | 2–0 (Д)  | 0–1 (Г)  | 1/2 фіналу   | Спартак (Трнава) | 3–2                  | 3–0 (Д)  | 0–2 (Г)  |

## Деталі матчу
| 28 травня 1969 |

| Мілан                          | 4:1 | Аякс               |
| ------------------------------ | --- | ------------------ |
| Праті 7', 39', 75' Сормані 66' |     | Васович 60' (пен.) |

| Сантьяго Бернабеу, Мадрид Глядачів: 31 782 Арбітр: де Мендібіль |

| Мілан | Аякс |

|                  |  |                       |  |
|                  |  |                       |  |
| В                |  | Фабіо Кудічіні        |  |
| З                |  | Анджело Анкіллетті    |  |
| З                |  | Карл-Гайнц Шнеллінгер |  |
| З                |  | Сауль Малатразі       |  |
| З                |  | Роберто Розато        |  |
| ПЗ               |  | Джованні Трапаттоні   |  |
| ПЗ               |  | Джанні Рівера (к)     |  |
| Н                |  | Курт Хамрін           |  |
| Н                |  | Джованні Лодетті      |  |
| Н                |  | Анджело Сормані       |  |
| Н                |  | П'єріно Праті         |  |
| Головний тренер: |  |                       |  |
| Нерео Рокко      |  |                       |  |

|                  |  |                    |  |     |
| В                |  | Герт Балс (к)      |  |     |
| З                |  | Вім Сюрбір         |  | 46' |
| З                |  | Баррі Гюльсгофф    |  |     |
| З                |  | Велибор Васович    |  |     |
| З                |  | Тео ван Дейвенбоде |  |     |
| ПЗ               |  | Генк Грот          |  | 46' |
| ПЗ               |  | Тон Пронк          |  |     |
| ПЗ               |  | Йоган Кройф        |  |     |
| ПЗ               |  | Шак Сварт          |  |     |
| ПЗ               |  | Піт Кейзер         |  |     |
| Н                |  | Інге Даніельссон   |  |     |
| Запасні:         |  |                    |  |     |
| ПЗ               |  | Бенні Мюллер       |  | 46' |
| Н                |  | Клас Нюнінга       |  | 46' |
| Головний тренер: |  |                    |  |     |
| Рінус Міхелс     |  |                    |  |     |